# Shirahama, Wakayama
Shirahama (白浜町 Shirahama-chō) là thị trấn thuộc huyện Nishimuro, tỉnh Wakayama, Nhật Bản. Tính đến ngày 1 tháng 10 năm 2020, dân số ước tính thị trấn là 20.262 người và mật độ dân số là 100 người/km2. Tổng diện tích thị trấn là 200,98 km2.

## Địa lý

### Đô thị lân cận
- Wakayama
  - Tanabe
  - Kozagawa
  - Kamitonda
  - Susami

### Khí hậu
| Dữ liệu khí hậu của Sân bay Nanki-Shirahama | Dữ liệu khí hậu của Sân bay Nanki-Shirahama | Dữ liệu khí hậu của Sân bay Nanki-Shirahama | Dữ liệu khí hậu của Sân bay Nanki-Shirahama | Dữ liệu khí hậu của Sân bay Nanki-Shirahama | Dữ liệu khí hậu của Sân bay Nanki-Shirahama | Dữ liệu khí hậu của Sân bay Nanki-Shirahama | Dữ liệu khí hậu của Sân bay Nanki-Shirahama | Dữ liệu khí hậu của Sân bay Nanki-Shirahama | Dữ liệu khí hậu của Sân bay Nanki-Shirahama | Dữ liệu khí hậu của Sân bay Nanki-Shirahama | Dữ liệu khí hậu của Sân bay Nanki-Shirahama | Dữ liệu khí hậu của Sân bay Nanki-Shirahama | Dữ liệu khí hậu của Sân bay Nanki-Shirahama |
| Tháng                                       | 1                                           | 2                                           | 3                                           | 4                                           | 5                                           | 6                                           | 7                                           | 8                                           | 9                                           | 10                                          | 11                                          | 12                                          | Năm                                         |
| ------------------------------------------- | ------------------------------------------- | ------------------------------------------- | ------------------------------------------- | ------------------------------------------- | ------------------------------------------- | ------------------------------------------- | ------------------------------------------- | ------------------------------------------- | ------------------------------------------- | ------------------------------------------- | ------------------------------------------- | ------------------------------------------- | ------------------------------------------- |
| Cao kỉ lục °C (°F)                          | 18.9 (66.0)                                 | 21.4 (70.5)                                 | 23.7 (74.7)                                 | 26.1 (79.0)                                 | 29.1 (84.4)                                 | 30.9 (87.6)                                 | 36.3 (97.3)                                 | 37.5 (99.5)                                 | 33.3 (91.9)                                 | 30.7 (87.3)                                 | 25.0 (77.0)                                 | 23.1 (73.6)                                 | 37.5 (99.5)                                 |
| Trung bình ngày tối đa °C (°F)              | 10.7 (51.3)                                 | 11.9 (53.4)                                 | 15.1 (59.2)                                 | 19.1 (66.4)                                 | 23.4 (74.1)                                 | 25.9 (78.6)                                 | 29.3 (84.7)                                 | 31.3 (88.3)                                 | 28.5 (83.3)                                 | 24.0 (75.2)                                 | 18.6 (65.5)                                 | 13.3 (55.9)                                 | 20.9 (69.7)                                 |
| Trung bình ngày °C (°F)                     | 7.1 (44.8)                                  | 7.9 (46.2)                                  | 11.0 (51.8)                                 | 15.1 (59.2)                                 | 19.4 (66.9)                                 | 22.5 (72.5)                                 | 26.1 (79.0)                                 | 27.6 (81.7)                                 | 24.7 (76.5)                                 | 20.0 (68.0)                                 | 14.6 (58.3)                                 | 9.5 (49.1)                                  | 17.1 (62.8)                                 |
| Tối thiểu trung bình ngày °C (°F)           | 3.6 (38.5)                                  | 4.0 (39.2)                                  | 6.6 (43.9)                                  | 10.8 (51.4)                                 | 15.4 (59.7)                                 | 19.5 (67.1)                                 | 23.5 (74.3)                                 | 24.7 (76.5)                                 | 21.5 (70.7)                                 | 16.5 (61.7)                                 | 10.8 (51.4)                                 | 5.8 (42.4)                                  | 13.6 (56.4)                                 |
| Thấp kỉ lục °C (°F)                         | −3.7 (25.3)                                 | −3.1 (26.4)                                 | −0.1 (31.8)                                 | 2.0 (35.6)                                  | 7.4 (45.3)                                  | 13.4 (56.1)                                 | 18.0 (64.4)                                 | 18.4 (65.1)                                 | 13.7 (56.7)                                 | 6.4 (43.5)                                  | 3.2 (37.8)                                  | −1.2 (29.8)                                 | −3.7 (25.3)                                 |
| Lượng Giáng thủy trung bình mm (inches)     | 60.6 (2.39)                                 | 99.9 (3.93)                                 | 138.0 (5.43)                                | 136.5 (5.37)                                | 167.0 (6.57)                                | 264.9 (10.43)                               | 279.6 (11.01)                               | 188.3 (7.41)                                | 259.8 (10.23)                               | 231.3 (9.11)                                | 115.3 (4.54)                                | 81.4 (3.20)                                 | 2.025,1 (79.73)                             |
| Số ngày giáng thủy trung bình (≥ 1.0 mm)    | 5.5                                         | 7.6                                         | 9.3                                         | 9.5                                         | 9.1                                         | 12.7                                        | 11.1                                        | 7.7                                         | 10.8                                        | 9.7                                         | 7.5                                         | 6.1                                         | 106.6                                       |
| Nguồn: Cục Khí tượng Nhật Bản               |                                             |                                             |                                             |                                             |                                             |                                             |                                             |                                             |                                             |                                             |                                             |                                             |                                             |